# Phlebotomus chadlii
Phlebotomus chadlii är en tvåvingeart som beskrevs av Rioux, Juminer et Gibily 1966. Phlebotomus chadlii ingår i släktet Phlebotomus och familjen fjärilsmyggor. Inga underarter finns listade i Catalogue of Life.